# Baranja (regija)
Baranja (mađarski: Baranya, njemački: Branau, ćirilično: Барања) je zemljopisna regija koja je upravno podijeljena između Hrvatske i Mađarske. Mađarski dio Baranje je zasebna županija, dok se hrvatski dio Baranje nalazi u sastavu Osječko-baranjske županije.
Granice ove zemljopisne regije čine Dunav na istoku i Drava na jugozapadu. Sjeverna i zapadna granica Baranje određena je upravnom granicom Baranjske županije u Mađarskoj. Povijesno središte Baranje je grad Pečuh, koji se sada nalazi u Mađarskoj.

## Etimologija
Ime regije najvjerojatnije dolazi od slavenske riječi „bara”, iz čega se može zaključiti da naziv regije znači zemlja bara tj. „močvarna zemlja”. Veliki dio regije čine močvare, kao što je Park prirode Kopački rit na jugoistoku Baranje u Hrvatskoj. Ime Baranje prema jednima dolazi od riječi Brangna. Prema drugim izvorima kažu da Baranja bila je osobno ime Brana ili Brangna.

## Povijest
Tijekom povijesti, Baranja je bila dio Rimskog Carstva, Hunskog Carstva, Ostrogotskog kraljevstva, Langobardskog kraljevstva, Avarskog kraljevstva, Franačkog Carstva, Blatonskog Koštela, Bugarskog Carstva, Kraljevine Ugarske, Osmanskog Carstva, Habsburške monarhije, Austrijskog Carstva i Austro-Ugarske. Od 1918./1921., ova regija podijeljena je između Mađarske i Kraljevine Srba, Hrvata i Slovenaca.
Prostor Baranje, naselili su Slaveni u 6. stoljeću, a od 9. stoljeća ona je dio Blatonskog Koštela, slavenske političke tvorevine. Nakon dolaska Mađara na ovo područje u 9. stoljeću, stvorena je Baranjska županija u 11. stoljeću, kao jedna od prvih županija unutar Ugarske. Dolaskom turskih osvajača u 16. stoljeću, Baranja je priključena Mohačkom sandžaku, čije je sjedište bilo u Mohaču. Krajem 17. stoljeća, Baranju su zauzeli Habsburzi i priključili Ugarskoj. Za vrijeme revolucije 1848. godine, granice Srpske Vojvodine uključivale su Baranju, ali srpska vojska nije uspjela kontrolirati regiju. Raspadom Austro-ugarske, današnji hrvatski dio Baranje dolazi u sastav Vojvodine, unutar Države Slovenaca, Hrvata i Srba. Takvo stanje ostaje i nakon ujedinjenja s Kraljevinom Srbijom, kada postaje dio Kraljevine SHS.
Prema Trianonskom sporazumu 1920. godine, je službeno područje Baranje podijeljeno između Mađarske i Kraljevine SHS, ali je cijela regija de facto ostala pod upravom Kraljevine SHS sve do 1921. godine. 14. kolovoza 1921. godine, kratkotrajno je proglašena Srpsko-mađarska republika Baranja-Baja koja je uključivala Baranju i sjeverni dio Bačke. Do 21. do 25. kolovoza 1921. ovaj teritorij je opet podijeljen između Mađarske i Kraljevine SHS, kako je bilo i predviđeno Trianonskim sporazumom. Sjeverni dio Baranje je u Mađarskoj postao Baranjska županija, dok je južna Baranja bila dio Bačke županije od 1918. do 1922., pa Bačke oblasti od 1922. do 1929., te na kraju Dunavske banovine u sastavu Kraljevine Jugoslavije. Godine 1941., jugoslavenski dio Baranje je okupirala Mađarska, ali je područje vraćeno Jugoslaviji 1944. godine.
Od 1945. godine, južna Baranja je dio Socijalističke Republike Hrvatske u sastavu SFR Jugoslavije. Godine 1991., ovo je područje okupirano i uključeno u tzv. SAO Istočne Slavonije, Baranje i Zapadnog Srijema koja je bila dio srpske paradržave RSK na području Hrvatske. Nakon Oluje i pada zapadnog dijela RSK, ovo je područje od 1996., bilo dio prijelazne uprave UN-a za istočnu Slavoniju, Baranju i zapadni Srijem, a od 1998. godine je pod potpunom upravom Republike Hrvatske i danas je dio Osječko-baranjske županije.

## Zemljopis

### Mađarska Baranja
Najveći gradovi u Baranjskoj županiji (prema popisu iz 2001. godine) su:
- Pečuh (Pécs) (158.942)
- Komlov (Komló) (27.462)
- Mohač (Mohács) (19.085)
- Siget (Szigetvár)  (11.492)
- Šikloš (Siklós) (10.384)
- Selurinac (Szentlőrinc) (7.265)
- Pečvar (4.104)
- Boja (3.715)
- Sásd (3.570)
- Harkanj (Harkány) (3.519)
- Šeljin (Sellye) (3.248)
- Viljan (Villány) (2.793)

U zagradama se nalaze nazivi na mađarskom jeziku.

### Hrvatska Baranja
Općine u hrvatskoj Baranji (prema popisu iz 2001. godine) su:
- Beli Manastir (Pélmonostor)  (10.986)
- Darda (Dárda) (7.062)
- Bilje (Bellye) (5.480)
- Kneževi Vinogradi (Herczegszöllös) (5.186)
- Draž (Darázs) (3.356)
- Čeminac (Laskafalu) (2.856)
- Petlovac (Baranyaszentistván) (2.743)
- Jagodnjak (Kácsfalu) (2.537)
- Popovac (Baranyabán)  (2.427)

U zagradama se nalaze nazivi na mađarskom jeziku.

## Stanovništvo

### Popis 1910. godine
Prema popisu stanovništva u Mađarskoj iz 1910. godine, u cijeloj tadašnjoj Baranjskoj županiji u Austro-Ugarskoj živjelo je 352.478 stanovnika. Stanovništvo po jeziku:
- mađarski = 199.659 (56,64%)
- njemački = 112.297 (31,86%)
- srpski = 13.048 (3,70%)
- hrvatski = 10.159 (2,88%)

U dijelu Baranje koji je danas dio Hrvatske, 1910. godine živjelo je 50.797 stanovnika. Stanovništvo po jeziku:
- mađarski 20.134 (39,64%)
- njemački 13.908 (27,38%)
- hrvatski i srpski 7.913 (15,58%)
- šokački 7.400 (14,57%)

Ukupan broj govornika južnoslavenskih jezika bio je 15.313 (30,15%).

### Popis 1921. godine
Prema popisu stanovništva iz 1921. godine, na području Baranje u tadašnjoj Kraljevini SHS (danas dio RH) živjelo je 49.694 stanovnika. Etnički sastav bio je sljedeći:
- Mađari = 16.639 (33,5%)
- Nijemci = 15.955 (32,1%)
- Hrvati = 9.965 (20,0%) (*)
- Srbi = 6.782 (13,6%) (*)
- ostali= 363 (0,7%)

Prema drugom izvoru je 1921. godine, na prostoru današnje hrvatske Baranje živjelo 49.452 stanovnika. Stanovništvo po jeziku:
- mađarski 16.638 (33,65%)
- njemački 16.253 (32,87%)
- srpskohrvatski 15.604 (31,55%)

### Popis 1961. godine
Prema popisu stanovništva iz 1961., u hrvatskom dijelu Baranje živjelo je 56.087 stanovnika, a sastav stanovništva bio ovakav:
- Hrvati = 23.514 (41,9%)
- Mađari = 15.303 (27,2%)
- Srbi = 13.698 (24,4%)

### Popis 1991. godine
Prema popisu stanovništva iz 1991., u hrvatskom dijelu Baranje živjelo je 54.265 stanovnika, a sastav stanovništva bio ovakav:
- Hrvati = 22.740 (41,91%)
- Srbi = 13.851 (25,52%)
- Mađari = 8.956 (16,50%)
- Jugoslaveni = 4.265 (7,86%)
- ostali 4.453 (8,21%)

### Stanje 1992. godine
Za vrijeme rata, u hrvatskom dijelu Baranje živjelo je 39.482 stanovnika, a sastav stanovništva bio ovakav:
- Srbi = 23.485 (59,41%)
- Hrvati = 7.689 (19,48%)
- Mađari = 6.926 (17,54%)
- Jugoslaveni = 490 (1,24%)
- 919 (2,33%) ostali

### Popis 2001. godine
Prema popisu stanovništva iz 2001. godine, u hrvatskom dijelu Baranje živjelo je 42.633 stanovnika, a sastav stanovništva bio ovakav:
- Hrvati = 23.693 (55,57%)
- Srbi = 8.592 (20,15%)
- Mađari = 7.114 (16,69%)
- ostali.

Prema popisu stanovništva iz 2001. godine, u mađarskom dijelu Baranje živjelo je 407.448 stanovnika, a sastav stanovništva bio ovakav:
- Mađari = 375.611 (92,19%)
- Nijemci = 22.720 (5,58%)
- Romi = 10.623 (2,61%)
- Hrvati = 7.294 (1,79%)
- ostali.

## Vanjske poveznice
- Baranja.hr (hrv.)
- Turistička zajednica Baranje (hrv.)
- Baranja.net  Arhivirana inačica izvorne stranice od 29. rujna 2007. (Wayback Machine) (hrv.)
- Baranjska županija Službene stranice (mađ.)